# Mistrzostwa Polski w Łyżwiarstwie Szybkim w Wieloboju Sprinterskim 2014
33. Mistrzostwa Polski w wieloboju sprinterskim odbyły się w dniach 29-30 stycznia 2014 roku na torze Stegny w Warszawie.

## Kobiety
| Pozycja | Zawodniczka       | Klub                | 500 m | Pkt. | 1000 m | Pkt. | 500 m | Pkt. | 1000 m | Pkt. | Suma pkt. |
| ------- | ----------------- | ------------------- | ----- | ---- | ------ | ---- | ----- | ---- | ------ | ---- | --------- |
| 01 !    | Katarzyna Woźniak | WTŁ Stegny Warszawa |       |      |        |      |       |      |        |      | 174,895   |
| 02 !    | Angelika Fudalej  | AZS Zakopane        |       |      |        |      |       |      |        |      | 178,575   |
| 03 !    | Aleksandra Goss   | WTŁ Stegny Warszawa |       |      |        |      |       |      |        |      | 179,225   |

## Mężczyźni
| Pozycja | Zawodnik         | Klub                       | 500 m | Pkt. | 1000 m | Pkt. | 500 m | Pkt. | 1000 m | Pkt. | Suma pkt. |
| ------- | ---------------- | -------------------------- | ----- | ---- | ------ | ---- | ----- | ---- | ------ | ---- | --------- |
| 01 !    | Piotr Puszkarski | bez klubu                  |       |      |        |      |       |      |        |      | 155,480   |
| 02 !    | Piotr Michalski  | SKŁ Górnik Sanok           |       |      |        |      |       |      |        |      | 158,095   |
| 03 !    | Roland Cieślak   | Pilica Tomaszów Mazowiecki |       |      |        |      |       |      |        |      | 158,295   |

## Biegi drużynowe

### Kobiety
| Pozycja | Klub                       | Zawodniczki                                                | Rezultat |
| ------- | -------------------------- | ---------------------------------------------------------- | -------- |
| 1.      | Pilica Tomaszów Mazowiecki | Aleksandra Dębowska, Aleksandra Kapruziak, Magdalena Borek | 1:44,9   |
| 2.      | WTŁ Stegny Warszawa        | Aleksandra Goss, Katarzyna Woźniak, Wiktoria Diduch        | 1:45,26  |
| 3.      | MKS Cuprum Lubin           | Andżelika Wójcik, Kaja Ziomek, Natalia Czerwonka           | 1:46,93  |

### Mężczyźni
Dystans: 1200 m (trzy okrążenia).
| Pozycja | Klub                       | Zawodnicy                                                       | Rezultat |
| ------- | -------------------------- | --------------------------------------------------------------- | -------- |
| 1.      | SKŁ Górnik Sanok           | Piotr Michalski, Kamil Ziemba, Konrad Radwański                 | 1:33,11  |
| 2.      | Orzeł Elbląg               | Piotr Sowa, Paweł Toruń, Adrian Wielgat                         | 1:33,58  |
| 3.      | Pilica Tomaszów Mazowiecki | Sebastian Druszkiewicz, Andrzej Gąsienica-Laskowy, Daniel Tylka | 1:34,53  |